# 卡斯拉
卡斯拉，是西班牙卡斯蒂利亚-莱昂塞戈维亚省的一个市镇。 总面积18平方公里，总人口151人（2001年），人口密度8人/平方公里。